# Olga (Gerät)
Olga war der Deckname eines von der deutschen Wehrmacht im Zweiten Weltkrieg eingesetzten Funkmessstörsenders (FuMS). Die damalige authentische Schreibweise war „Funkmeßstörsender“. Seine eigentliche Kurzbezeichnung war FuMS 1. Er stellt ein frühes Mittel der elektronischen Kampfführung dar.

## Geschichte
Störsender wurden damals eingesetzt, um gegnerische Funkmessgeräte (FuMG) beziehungsweise Funkmessortungsgeräte (FuMO) – heute nennt man sie Radargeräte – mithilfe aktiv abgestrahlter Hochfrequenzsignale (HF-Signale) elektromagnetisch zu stören.
Es gab drei verschiedene Modellvarianten des FuMS 1, genannt Olga I, Olga II und Olga III. Alle hatten ungefähr 450 W Ausgangsleistung. Sie deckten jedoch leicht unterschiedliche Frequenzbänder ab und kamen von unterschiedlichen Herstellern:
- Olga I – Hersteller Gema, überstrich 170 bis 200 MHz, entsprechend 1,5 bis 1,76 m Wellenlänge,
- Olga II – von Blaupunkt mit 168 bis 222 MHz,[3] entsprechend 1,35 bis 1,79 m und
- Olga III – mit 60 bis 100 MHz,[4] entsprechend 3 bis 5 m Wellenlänge.

Die genaue Typbezeichnung von Olga II war B 400 UK 43, wobei der erste Buchstabe B auf den Hersteller Blaupunkt hindeutete und die Zahl 400 auf die Sendeleistung in Watt. Die folgenden beiden Buchstaben UK standen für Ultrakurzwelle, also das Frequenzband von 30 bis 300 MHz, und die letzte Zahl 43 stand für das Herstelljahr 1943. Als Senderöhre wurde eine LS 180 verwendet, die eigentlich für die Funkmessgeräte FuMG 62 (Deckname Würzburg) und FuMG 64 (Mannheim) bestimmt war.
Aufgrund des damals bereits von der Royal Air Force genutzten deutlich höheren Frequenzbereichs, erwiesen sich diese Störsender Olga als nahezu wirkungslos. In der Folge wurden deshalb hochfrequentere Nachfolgemodelle entwickelt, wie beispielsweise der FuMS 11 (Roderich), der speziell gegen das britische H2S-Radargerät gerichtet war und den Frequenzbereich 2,85 bis 4,0 GHz abdeckte, entsprechend 7,5 bis 10,5 cm.